# Yuniesky Betancourt
Pour les articles homonymes, voir Betancur.
Yuniesky Betancourt Perez (né le 31 janvier 1982 à Santa Clara, Cuba) est un joueur d'arrêt-court au baseball. Il joue en Ligue majeure de baseball de 2005 à 2013.

## Carrière

### Cuba
Né en 1982, il hérite d'un prénom russe, pratique à la mode à Cuba à cette période. 
Au début de sa carrière, Yuniesky Betancourt évolue en Serie Nacional de Cuba avec les Villa Clara Naranjas en 2002 et 2003. Il enregistre ,288 de moyenne au bâton en 2002 puis ,317 en 2003.
Il fuit Cuba en bateau le 4 décembre 2003 via Miami, et trouve refuge au Mexique.

### Ligue majeure de baseball

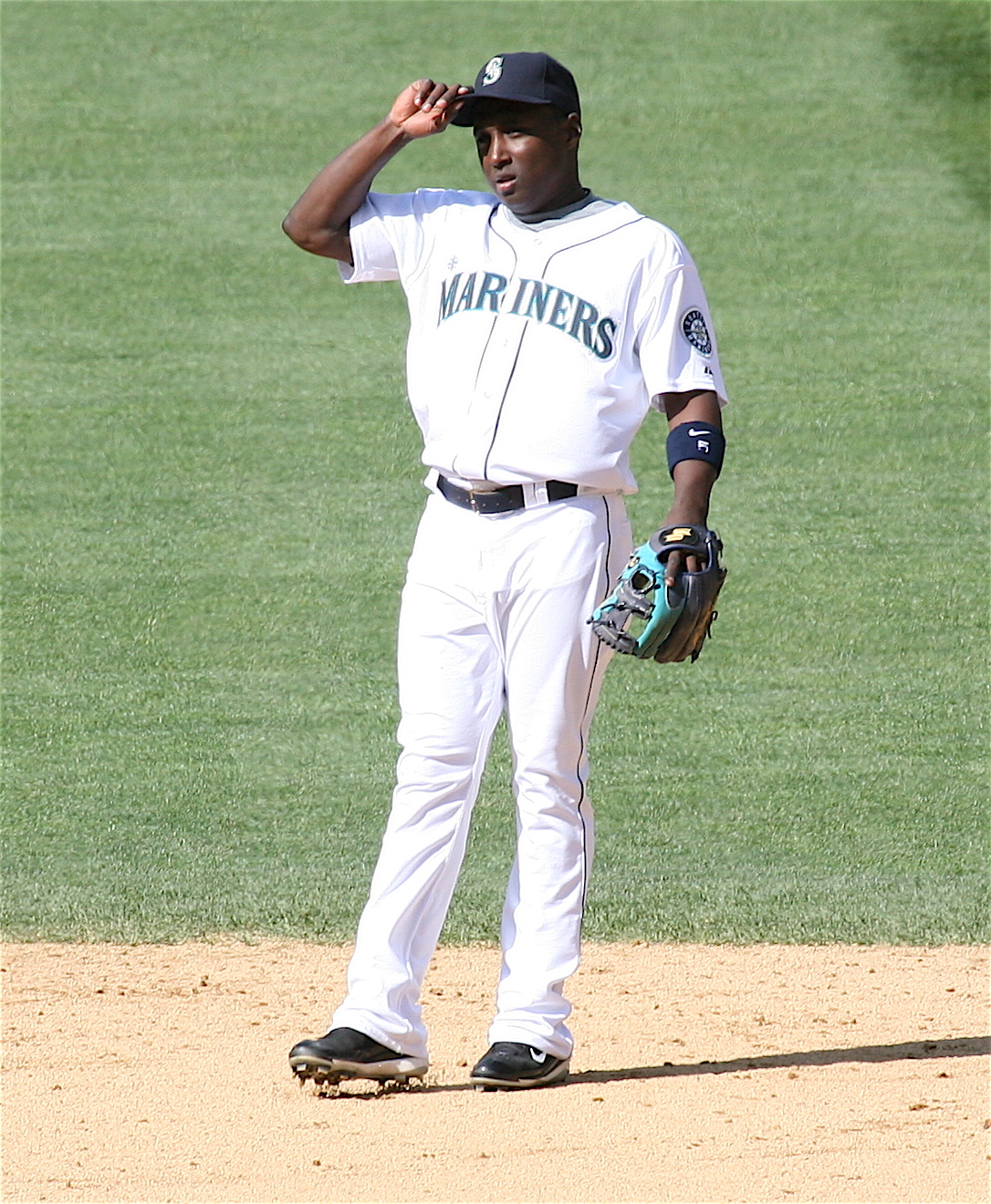
Yuni Betancourt en 2007 avec les Mariners de Seattle.

Betancourt est récruté comme agent libre amateur le 25 janvier 2005 par les Mariners de Seattle. Après quelques mois en ligues mineures, il débute en Ligue majeure le 28 juillet 2005.
Il est échangé aux Royals de Kansas City le 10 juillet 2009 et y termine la saison 2009.
Le 19 décembre 2010, les Royals échangent leur lanceur étoile Zack Greinke aux Brewers de Milwaukee. Yuniesky Betancourt accompagne Greinke dans cette transaction, tandis que les Brewers cèdent aux Royals l'arrêt-court Alcides Escobar, le voltigeur de centre Lorenzo Cain, le lanceur de relève Jeremy Jeffress et un lanceur d'avenir du nom de Jake Odorizzi. Betancourt frappe 13 circuits et produit 68 points en 2011 à Milwaukee, aidant les Brewers à remporter un premier championnat de division en 29 ans. En séries éliminatoires, il frappe un circuit et produit cinq points en six matchs face aux Cardinals de Saint-Louis. Malgré huit coups sûrs et une moyenne au bâton de ,333 dans cette Série de championnat, Milwaukee subit l'élimination.
Devenu joueur autonome après cette unique saison à Milwaukee, Betancourt retourne chez les Royals de Kansas City lorsqu'il accepte à la fin décembre 2011 un contrat d'une saison. Betancourt ne frappe que pour ,228 en 2012 avec les Royals. Il réussit 7 circuits, produit 36 points et a une faible moyenne de présence sur les buts de ,256. Il est libéré le 14 août.
Il est du camp d'entraînement des Phillies de Philadelphie au printemps 2013 mais est libéré par le club le 24 mars. Le 27 mars 2013, il signe un contrat d'un an avec les Brewers de Milwaukee, son ancienne équipe. 
En 137 matchs, il frappe pour ,212 en 2013 avec une moyenne de présence sur les buts de ,240 pour Milwaukee. Malgré des habiletés évidentes au poste d'arrêt-court à son arrivée dans les majeures avec les Mariners, Betancourt est maintenant considéré comme l'un des pires joueurs défensifs du baseball,. Selon certaines analyses statistiques, il aurait été le pire joueur du baseball de 2009 à 2013.

### Japon
En janvier 2014, Betancourt rejoint pour une saison les Orix Buffaloes de la Ligue Pacifique au Japon.

## Statistiques
| Saison | Équipe      | G   | AB   | R   | H   | 2B  | 3B | HR | RBI | SB | BA    |
| ------ | ----------- | --- | ---- | --- | --- | --- | -- | -- | --- | -- | ----- |
| 2005   | Seattle     | 60  | 211  | 24  | 54  | 11  | 5  | 1  | 15  | 1  | 0,256 |
| 2006   | Seattle     | 157 | 558  | 68  | 161 | 28  | 6  | 8  | 47  | 11 | 0,289 |
| 2007   | Seattle     | 155 | 536  | 72  | 155 | 38  | 2  | 9  | 67  | 5  | 0,289 |
| 2008   | Seattle     | 153 | 590  | 66  | 156 | 36  | 3  | 7  | 51  | 4  | 0,279 |
| 2009   | Seattle     | 63  | 224  | 15  | 56  | 10  | 1  | 2  | 22  | 3  | 0,250 |
| 2009   | Kansas City | 71  | 246  | 25  | 59  | 10  | 5  | 4  | 27  | 0  | 0,240 |
| 2010   | Kansas City | 151 | 556  | 60  | 144 | 29  | 2  | 16 | 78  | 2  | 0,259 |
| Totaux | Totaux      | 810 | 2890 | 330 | 785 | 162 | 24 | 47 | 307 | 26 | 0,272 |

Note: J = Matches joués; AB = Passages au bâton; R = Points; H = Coups sûrs; 2B = Doubles; 
3B = Triples; HR = Coup de circuit; RBI = Points produits; SB = buts volés; BA = Moyenne au bâton 